# Ständige Vertretung der Bundesrepublik Deutschland bei der OVCW
Die Ständige Vertretung der Bundesrepublik Deutschland bei der OVCW ist die diplomatische Vertretung der Bundesrepublik Deutschland bei der Organisation für das Verbot chemischer Waffen (OVCW).

## Lage
Die Ständige Vertretung ist gemeinsam mit der bilateralen Botschaft Deutschlands im Königreich der Niederlande untergebracht. Die Straßenadresse lautet: Groot Hertoginnelaan 18–20, 2517 EG Den Haag.

## Auftrag und Organisation
Die Ständige Vertretung vertritt die Bundesrepublik Deutschland in der OVCW und gegenüber deren Gremien.
Der Leiter nimmt an den jährlich drei Sitzungen des Exekutivrats teil und ist Mitglied im ständigen Leitungsgremium (41 Mitglieder). Er vertritt Deutschland ferner in der jährlich stattfindenden Vertragsstaatenkonferenz.
Die Ständige Vertretung pflegt den Kontakt zu den dem Technischen Sekretariat der OVCW. In regelmäßiger Abstimmung mit den EU-Partnern und der westlichen Gruppe werden gemeinsame Positionen angestrebt.
Aufgabe und Ziel ist die Durchsetzung und Einhaltung des Chemiewaffenübereinkommens (CWÜ). Die systematische Überprüfung der gemeldeten Chemiewaffen und deren Produktions- und Lagerstätten durch Inspektionen vor Ort dienen diesem Ziel.
Die Leitung der Ständigen Vertretung liegt bei einem Beamten des Auswärtigen Amts.

## Geschichte
Die Ständige Vertretung bei der OVCW wurde am 1. September 2009 eröffnet.